# Бановина Хорватія

Герб Бановини Хорватії
(З 1918 р. до 1940 р. офіційно було дозволено використовувати тільки герб без прапора)

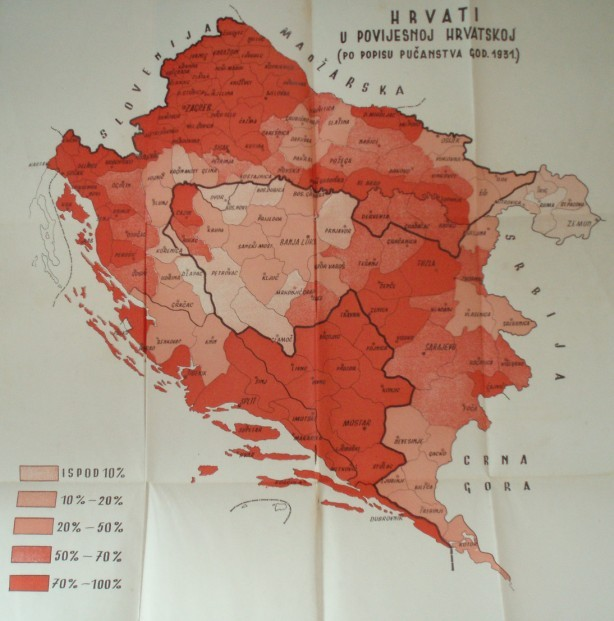
Карта Бановини Хорватії та «історичних хорватських земель» з огляду на частку хорватського населення за переписом 1931 року (до хорватів зараховані і нинішні босняки)

Банови́на Хорва́тія (хорв. Banovina Hrvatska) — адміністративно-територіальна одиниця в складі Королівства Югославія, створена в результаті незадоволеності хорватського народу централізаторською політикою Белграда і прагнення до більшої автономії та соборності хорватських земель, співробітництва хорватських політичних вождів із провідниками хорватських сербів, а також унаслідок визнання політиків Сербії, що централізм завів у глухий кут. Утворена на основі політичної угоди між головою югославського уряду Драгішею Цветковичем та керівником ХСП Владком Мачеком у замку Драшкович у с. Божяковина (т. зв. Угоди Цветковича-Мачека) за участю представників Самостійної демократичної партії хорватських сербів (яка утворювала з ХСП Селянсько-демократичну коаліцію) і за підтримки регента князя Павла Карагеоргієвича. Юридично починає існувати з моменту ухвалення Положення про Бановину Хорватію 26 серпня 1939 року.

## Територія і межі
Бановина виникла в результаті злиття колишньої Савської та Приморської бановин з долученням інших котарів (районів) з хорватською більшістю з решти югославських бановин (Брчко, Дервента, Дубровник, Фойниця, Градачац, Ілок, Шид і Травник), охоплюючи площу в 65 456 км².
При створенні нової адміністративно-територіальної одиниці застосовано історичний принцип (Королівства Хорватії, Славонії і Далмації за винятком Східного Срему та Которської затоки), а також етнічний принцип (хорватські котари Боснії і Герцеговини). До таких меж дійшли внаслідок напружених переговорів, тим-то жодна зі сторін не була повністю задоволеною: сербська сторона через те, що низка котарів із сербською більшістю опинилася в межах Бановини Хорватія, а хорватська — тим, що не включено Західну Боснію («Турецька Хорватія») та Бараню і північну Бачку. Адміністративні межі вважалися попередніми і було наголошено, що будуть подальші зміни в реорганізації держави.

## Населення
Згідно з останнім довоєнним переписом населення 1931 року, на території проживало 4 024 601 особа, з яких близько 74 % становили хорвати і 19 % — серби. Її було поділено на 99 адміністративних районів (котарів), з яких 81 з хорватською більшістю, 17 — зі сербською (12 з абсолютною і 5 з відносною більшістю) та 1 — з більшістю мусульман, які тоді не розглядалися як окрема нація.

## Управління і повноваження

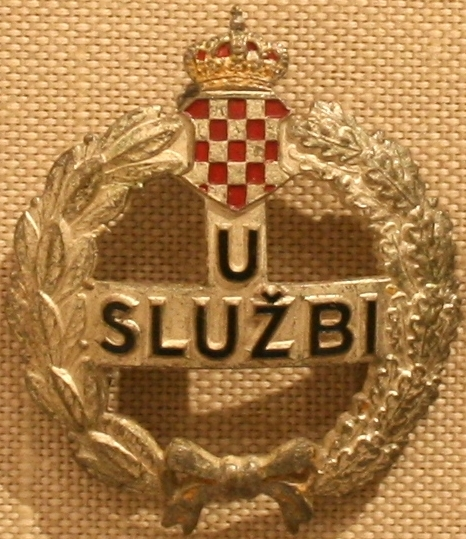
Поліційний знак Бановини Хорватія

Першим баном бановини Хорватія було призначено д-ра Івана Шубашича, якого особисто визначив Владко Мачек. Положенням про Бановину Хорватія було визначено і коло її обов'язків, серед яких торгівля, промисловість, освіта, сільське господарство, юстиція та соціальна політика. Під юрисдикцією держави залишилися закордонні справи, військо, поліція та зовнішня торгівля. Залишалося спірним фінансування нової адміністративної одиниці, тому 30 березня 1940 року ухвалено окреме Положення. Багато з цих положень так і не були до кінця втілені в життя, чи то з причини короткого існування Бановини, чи то через перешкоди Белграда. Планувалося і оголошення виборів до окремого хорватського парламенту Сабору, але цього не відбулося у зв'язку з початком Другої світової війни.

## Постанови уряду Симовича
Після військового перевороту 27 березня 1941 року уряд генерала Душана Симовича намагався переконати Владка Мачека знову зайняти посаду заступника прем'єр-міністра, а навзамін обіцяв передати жандармерію на території Бановини під юрисдикцію бана та деякі інші поступки. Ці ухвали опубліковано в офіційному віснику Бановини Хорватія Narodne novine за 7 і 8 квітня 1941 р., тобто після початку Квітневої війни. Що більше, сам Симович був сповнений рішучості піти далі — дати хорватам повну автономію.

## Зникнення
Бановина Хорватія фактично припинила своє існування з проголошенням Незалежної Держави Хорватія 10 квітня 1941 року. Бан Іван Шубашич подався в еміграцію до Лондона, де вів політичну діяльність, посилаючись на свою посаду, як і члени його уряду. Заступник прем'єр-міністра Юрай Крнєвич намагався в політичних іграх всередині уряду зберігати гарантії, що після війни і перемоги союзників Бановину буде відновлено.